# Mike Storey, Baron Storey

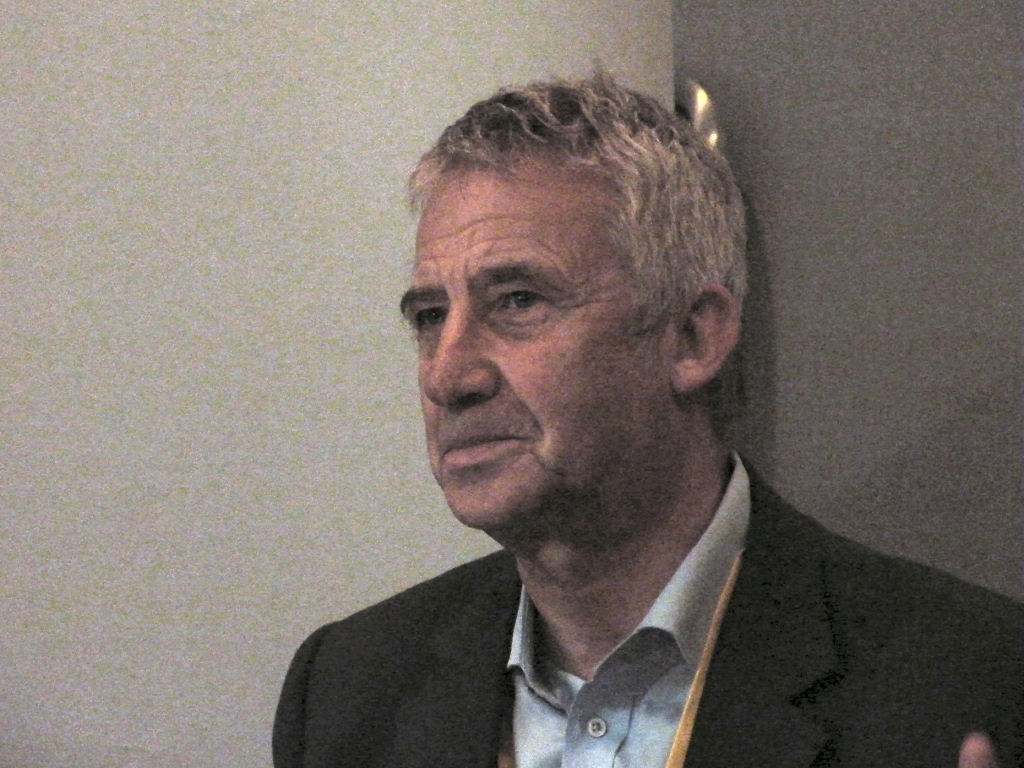
Mike Storey, 2001

Mike Storey, Baron Storey, CBE (* 25. Mai 1949) ist ein britischer liberaldemokratischer Politiker und Life Peer.

## Karriere
Er wurde erstmals 1973 für die Liberaldemokraten in den Stadtrat (City Council) von Liverpool gewählt. 1998 erreichte seine Partei die Mehrheit im Liverpooler Stadtrat und Storey wurde Stadtrats-Vorsitzender (Leader of Liverpool City Council). 2004 bis 2011 war er Stadtratsmitglied für den Liverpooler Distrikt Wavertree.
Zu seinen Zielen gehörte es, den Ruf der Stadt wiederherzustellen. Er senkte die lokalen Steuern, verbesserte die Dienstleistungen, versuchte, Arbeitsplätze zu schaffen und Investoren anzulocken und reduzierte die Zahl der städtischen Angestellten um 5000. Er war maßgeblich beteiligt an der erfolgreichen Bewerbung Liverpools als Kulturhauptstadt Europas im Jahr 2008.
Er trat am 25. November 2005 von seinem Posten als Stadtrats-Vorsitzender zurück, nachdem aufgedeckt worden war, dass er gegen den Verhaltenskodex verstoßen hatte.
Von 2009 bis 2010 war er Lord Mayor von Liverpool.
Er verlor 2011 seinen Sitz im Stadtrat an den erst 18 Jahre alten Labour-Kandidaten Jake Morrison.
Am 2. Februar 2011 wurde er als Baron Storey, of Childwall in the City of Liverpool, zum Life Peer erhoben und zog für die Liberaldemokraten ins House of Lords ein.
Neben seiner politischen Tätigkeit ist er auch Lehrer und derzeit der Rektor einer Grundschule in Halewood im Metropolitan Borough of Knowsley.

## Auszeichnungen
Storey wurde der 1992 als Officer des Order of the British Empire für seine politische Tätigkeit ausgezeichnet und im Jahr 2002 wurde er zum Commander desselben Ordens erhoben.